# ウベダとバエサのルネサンス様式の記念碑的建造物群

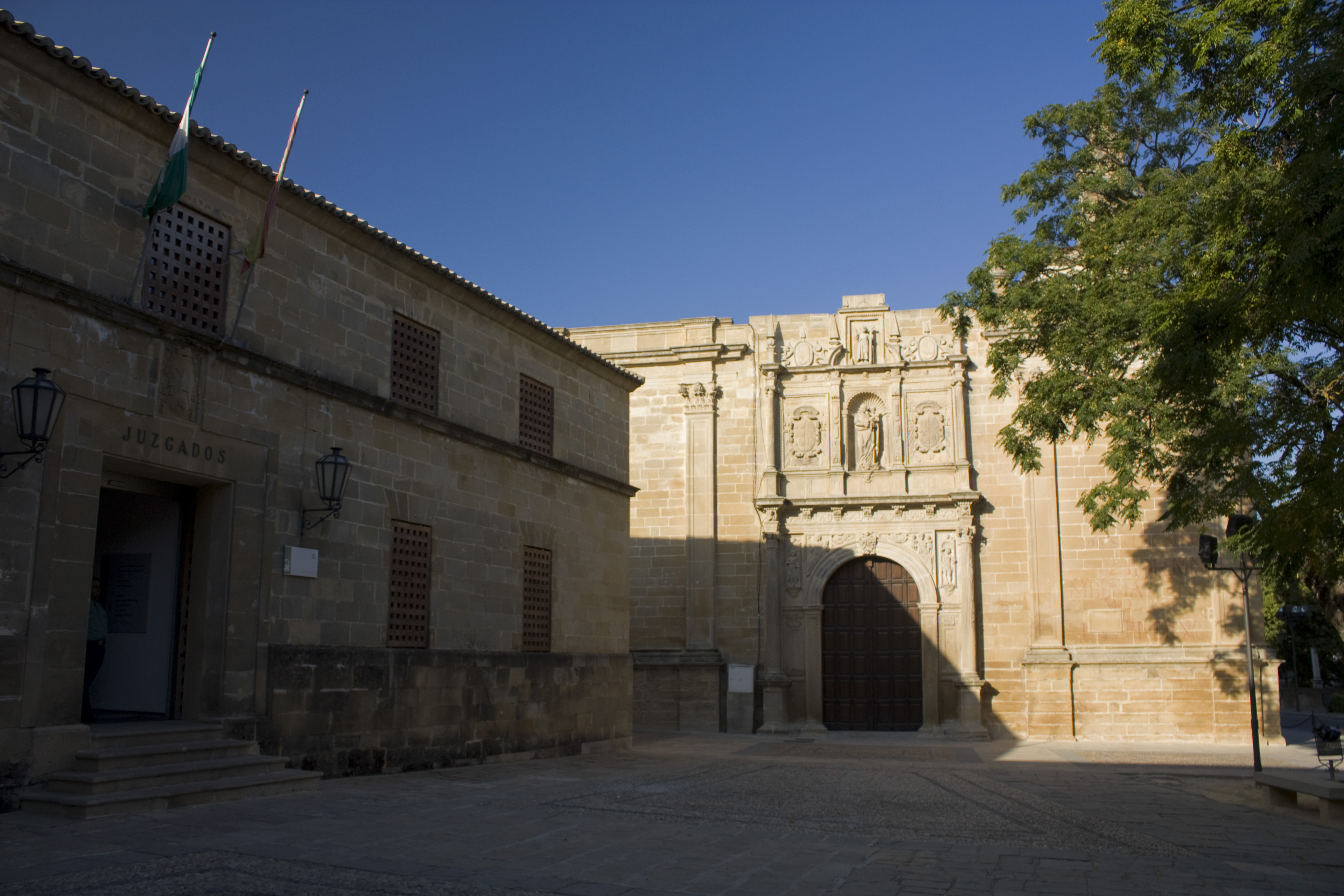
ウベダのサンタ・マリア聖堂（右奥）とカルセル・デル・オビスポ

ウベダとバエサのルネサンス様式の記念碑的建造物群（ウベダとバエサのルネサンスようしきのきねんひてきけんぞうぶつぐん）は、スペインのハエン県に属する「双子の都市」ウベダとバエサの歴史地区群のうち、ルネサンス期に整えられた地区のみを対象とするUNESCOの世界遺産リスト登録物件である。

## 歴史
ウベダとバエサは約8 km離れた都市で、双子や従兄弟に例えられている。ともに8世紀にイスラーム勢力の支配下に置かれていたが、バエサが1227年、ウベダが1234年に、それぞれキリスト教徒によって奪還された。
15世紀から16世紀にかけては一帯のオリーブ生産などの発展によって繁栄し、この時期にルネサンス様式の建造物群が建てられた。ただし、互いの建造物については、ウベダに上流階級の美しい建造物群が目立つのに対し、バエサは公共性のある建物が目立つという違いがある。それらの建築に携わった中心的な建築家がアンドレス・デ・バンデルビラである。
オリーブ畑は今もウベダ周辺に広がっているが、17世紀以降、ウベダとバエサの経済は下降線を辿った。

## 登録経緯
ウベダとバエサが最初に審議されたのは1989年の第13回世界遺産委員会の場であった。推薦名は「ウベダとバエサ」(Úbeda and Baeza) で、推薦範囲は歴史地区群全体であった。このときに世界遺産委員会の諮問機関である国際記念物遺跡会議 (ICOMOS) は、スペイン国内に限ってもウベダとバエサに優越する歴史地区がいくつも存在するという理由で「不登録」を勧告した。この判断は委員会審議の場でも覆らず、「不登録」と決議された。
一度「不登録」と決議された物件は同じ理由で再推薦することは認められていない。そこでスペイン当局は、ルネサンス様式の建築物が残る地区だけに限定した推薦書を1999年6月30日に提出した。これに対してICOMOSは、イタリアのいくつかの歴史地区との差異を見出せないという理由から、再び「不登録」を勧告した。このときは、スペイン当局が取り下げている。
スペイン当局はさらに推薦理由を練り直した推薦書を2002年1月25日に再提出した。このときの推薦名は「ウベダとバエサ : 都市の二重性と文化の統一性」(Ubeda-Baeza: Urban duality, cultural unity) で、ウベダとバエサという別々の都市が、あたかも双子のように同質的な発展を遂げ、しかも、そこでのルネサンス様式建築の導入例はスペイン国内では初期に属するものであり、なおかつそれが新世界における植民都市の設計にも影響を及ぼした点が強調されていた。ICOMOSはそうした特質について一定の評価をしたものの、構成資産のさらなる練り直しなどが必要として「登録延期」を勧告した。
2003年の第27回世界遺産委員会の審議では、登録名がスペイン当局の了承を踏まえて「ウベダとバエサのルネサンス様式の記念碑的建造物群」と修正されたものの、勧告を覆して登録自体は認められた。ただし、推薦書の提出時点ではウベダの推薦対象が37.2 ha、バエサの推薦対象が26.2 ha だったのに対し、実際に登録が認められたのはウベダが4.2 ha、バエサが4.8 haだけだった。

### 登録名
世界遺産としての正式登録名は、Renaissance Monumental Ensembles of Úbeda and Baeza （英語）、Ensembles monumentaux Renaissance de Úbeda et Baeza （フランス語）である。その日本語訳は資料によって以下のような違いがある。
- ウベダとバエーサのルネサンス様式の記念碑的建造物群 - 日本ユネスコ協会連盟[11]、世界遺産アカデミー[7]
- ウベダとバエサのルネッサンス様式の記念物群 - 古田陽久・古田真美[12]
- ウベダとバエサのルネサンス様式建造物 - 青柳正規[13]
- ウベダとバエサのルネッサンス様式建造物群 - 谷治正孝[14]

## 登録対象
上述の登録経緯から、世界遺産登録範囲は各都市の歴史地区の中でも、ルネサンス様式の建築物が含まれているわずかな地域に限られている。
推薦された時点では、ウベダの主な建造物として以下のものが挙げられていた。
| | フランシスコ・デ・ロス・コボス邸 |
| フランシスコ・デ・ロス・コボスはスペイン王カルロス1世の宰相となった人物で、ウベダ出身だった。この邸宅は、1531年に建築家ルイス・デ・ベガの設計で建てられた。                                                                                          |                                  |
| | バスケス・デ・モリーナ邸         |
| バスケス・デ・モリーナ邸は、現在は中庭に張り巡らされた鎖から、「鎖の館」(Casa de las Cadenas) とも呼ばれている。16世紀半ばにバンデルビラによって建てられ、現在は市庁舎として利用されている。                                                         |                                  |
| | マンセラ侯爵邸                   |
| マンセラ侯爵邸はバスケス・デ・モリーナ邸なども面するバスケス・デ・モリーナ広場に面している。1580年から1600年に建てられた邸宅で、現在は修道院になっている。                                                                                           |                                  |
| | 司教長オルテガの館               |
| 司教長オルテガの館もバスケス・デ・モリーナ広場に面している。1550年に建てられた邸宅（宮殿）で、現在は改装されてパラドールになっている。 |                                  |
| | サンタ・マリア聖堂               |
| サンタ・マリア聖堂もバスケス・デ・モリーナ広場に面し、市庁舎と向かい合っている。モスクの跡地に建てられた聖堂で、13世紀から19世紀にかけて建造され、ゴシック様式やムデハル様式など様々な様式が入り混じっている。16世紀に建設されたのは回廊などである。 |                                  |
| | エル・サルバドル聖堂             |
| エル・サルバドル聖堂はディエゴ・デ・シロエが手がけ、装飾をバンデルビラが担当した「スペイン・ルネサンスを代表する建物」である。内部では劇場に例えられる壮麗な装飾が見られる。                                                                         |                                  |
| | オンラドス・ビエホス病院         |
| 「オンラドス・ビエホス」はスペイン語で「誠実な老人たち」の意味である。1548年に建設され、現在は職業センターとして使われている。 |                                  |
| | ポシト                           |
| ポシト (Pósito) はスペイン語で「共同穀倉」の意味である。バスケス・デ・モリーナ広場に面し、1558年に建設され、現在は警察署として使われている。 |                                  |
| | カルセル・デル・オビスポ         |
| カルセル・デル・オビスポ (Cárcel del Obispo) は「司教の監獄」の意味で、16世紀後半に建設された。現在は裁判所に使われている。 |                                  |

一方、バエサの主な建築物や広場として、以下のものが挙げられていた。
| | バエサ大聖堂       |
| バエサ大聖堂は13世紀にさかのぼる大聖堂で、扉には当時のものも残るが、現在伝わる大聖堂は主に1570年以降に整えられたものである。内部の改装は1570年から1593年に行われ、手がけたのはバンデルビラたちであった。 |                    |
| | サンタ・マリア広場 |
| サンタ・マリア広場はバエサ大聖堂が面する広場で、大聖堂のほか、1598年から1660年に建設された旧神学校、1564年建設のサンタ・マリアの泉、1511年から1526年建設の上級市議会などが面している。旧神学校はアンダルシア地方評議会の事務局に使われている。 |                    |
| | ハバルキント宮殿   |
| ハバルキント宮殿はフアン・アルフォンソ・デ・ベナビデスの命令で建てられた。ファサードは15世紀末のイサベル様式をよく体現していると評価されている。現在はアントニオ・マチャード国際大学の施設となっていることから、1600年頃に作られた中庭以外の見学は出来なくなっている。この宮殿の前にはサンタ・クルス広場があり、広場をはさんだ向かい側には、ロマネスク様式のサンタ・クルス聖堂がある。 |                    |
| | 旧大学             |
| 旧バエサ大学は1568年から1593年に建設された大学で、中庭（左画像参照）の美しさが評価されている。19世紀に大学が解散されると、1875年からは高校として使われるようになった。この高校はスペインの代表的な詩人とされるアントニオ・マチャードが1910年代に教鞭を執っていたこともあった。また、グラナダ大学が夏期コース会場のひとつとしても利用している（1979年 - ）。                            |                    |

ただし、上述の通り、実際の登録では推薦された範囲よりも大幅に縮小した地域しか認められなかった。世界遺産センターによる構成資産の記述は、
- ウベダ (Úbeda, ID522-001) - 登録面積 4.2 ha、緩衝地域 90.300003 ha
- バエサ (Baeza, ID522-002) -  登録面積 4.8 ha、緩衝地域 85.400002 ha

となっており、具体的な建造物名を明記していない。これに対し、日本の世界遺産関連文献には、登録範囲は両都市あわせて8件の建造物のみとしているものもある。
なお、2011年の第35回世界遺産委員会では、登録範囲に関する「軽微な変更」を申請していたが、認められなかった。

## 登録基準
この世界遺産は世界遺産登録基準のうち、以下の条件を満たし、登録された（以下の基準は世界遺産センター公表の登録基準からの翻訳、引用である）。
- (2) ある期間を通じてまたはある文化圏において、建築、技術、記念碑的芸術、都市計画、景観デザインの発展に関し、人類の価値の重要な交流を示すもの。
  - 世界遺産委員会の決議では、この基準の適用理由について、「ウベダとバエサにおける16世紀建築と都市計画の事例は、スペインにルネサンスの理念を導入する手助けとなった。その設計の中心的建築家アンドレア・バンデルビラ（原文ママ）の出版物を通じて、これらの事例はラテン・アメリカにも普及した」[10]と説明された。

- (4) 人類の歴史上重要な時代を例証する建築様式、建築物群、技術の集積または景観の優れた例。
  - 世界遺産委員会の決議では、この基準の適用理由について「ウベダとバエサの中心区域は、16世紀初期スペインにおけるルネサンス様式について、建築と都市計画の顕著な初期の例証を構成している」[10]と説明された。